# Aurélie Bastian

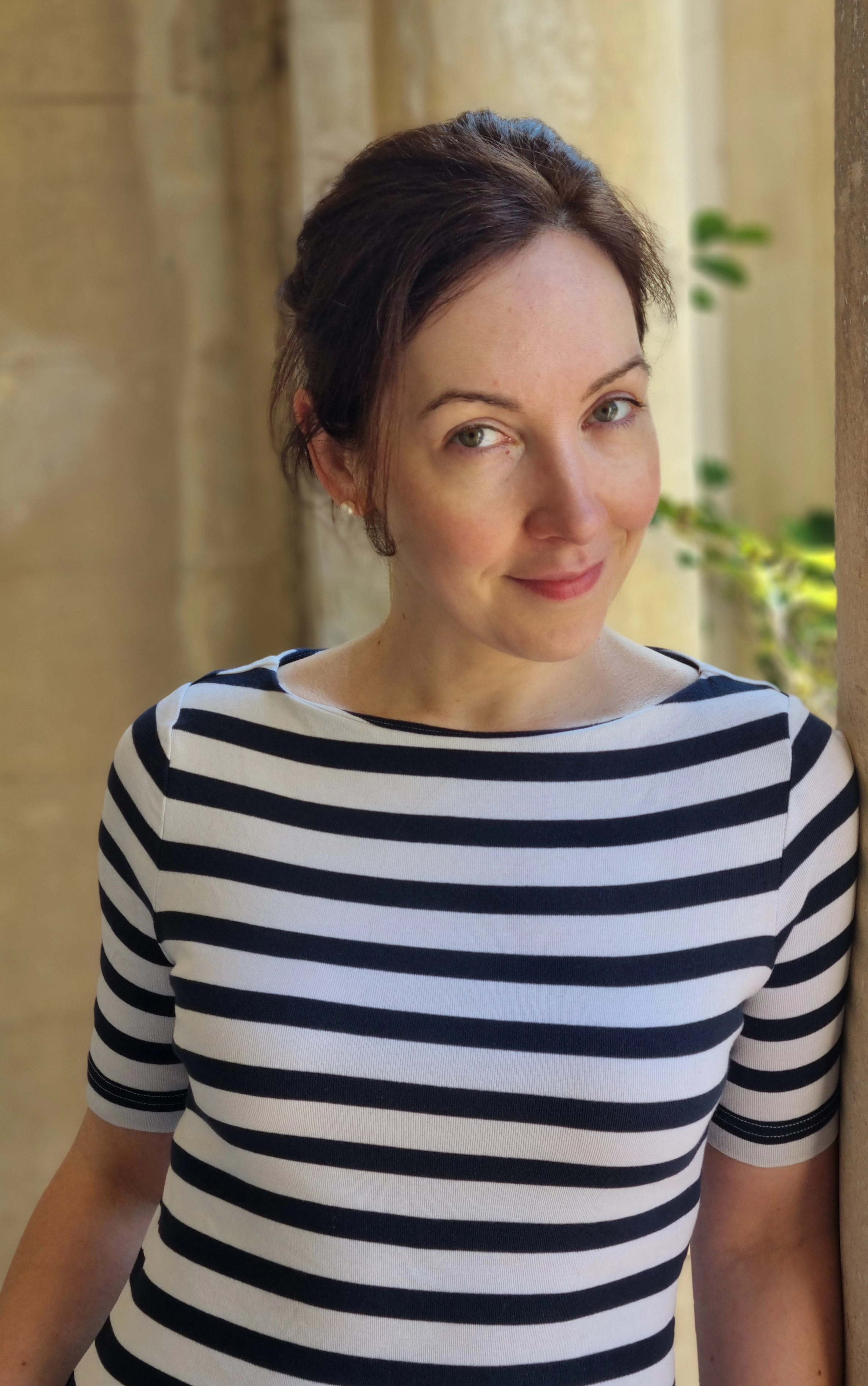
Aurélie Bastian (2025)

Aurélie Bastian (* 3. Juni 1981 in Frankreich) ist eine französische Kochbuchautorin, Foodbloggerin, Fernsehköchin und Unternehmerin, die seit 2006 in Deutschland lebt. Bekannt wurde sie durch ihren Blog „Französisch kochen“, mehrere Koch- und Backbücher sowie regelmäßige Auftritte im deutschen Fernsehen.

## Leben
Aurélie Bastian wuchs in der französischen Region Lothringen auf. 2006 zog sie der Liebe wegen nach Deutschland, zunächst nach Leipzig, später in die Nähe von Halle (Saale). Ihre französischen Diplome in Heil-, Sozial- und Musikpädagogik wurden in Deutschland nicht anerkannt, weshalb sie zunächst als Erzieherin arbeitete. Während ihrer Schwangerschaft 2009 begann sie, ihre Rezepte online zu veröffentlichen und gründete den Foodblog „franzoesischkochen.de“.

## Karriere
Aurélie Bastian betreibt seit 2009 ihren Blog „Französisch kochen“, auf dem sie über 1.000 eigene Rezepte veröffentlicht hat. Ihr Ziel ist es, die französische Küche für ein deutsches Publikum zugänglich zu machen.
2013 gründete sie das Unternehmen „Aurélie Bastian • Französisch kochen & backen“ und eröffnete in Halle (Saale) das „Französische Koch- und Backatelier“, wo sie Koch- und Backkurse anbot. Bis zur pandemiebedingten Schließung 2020 nahmen rund 8.000 Menschen an ihren Kursen teil. Seitdem betreibt sie eine Online-Kochschule.
Neben dem Blog betreibt sie einen Online-Shop für französische Lebensmittel und Backutensilien. Ein besonderes Anliegen ist ihr soziales Engagement: Menschen mit Behinderung unterstützen sie bei der Produktion und dem Versand ihrer Produkte.

## Fernsehen
Seit 2013 ist Aurélie Bastian regelmäßig als TV-Köchin beim MDR zu sehen. Sie hatte eine eigene Sendung Die fabelhafte Welt der Aurélie bei MDR Sachsen-Anhalt heute und tritt monatlich in der Studioküche von MDR um 4 auf. In ihren Sendungen stellt sie französische Rezepte und Eigenkreationen vor und legt Wert auf die Geschichten hinter den Gerichten.

## Veröffentlichungen
Aurélie Bastian hat mehrere erfolgreiche Koch- und Backbücher veröffentlicht, darunter:
- Aurélie Bastian: Macarons für Anfänger. Südwest Verlag, München 2014, ISBN 978-3-517-10089-0.
- Aurélie Bastian: Tartes & Tartelettes. Südwest Verlag, München 2015, ISBN 978-3-517-10262-7.
- Aurélie Bastian: Französisch kochen mit Aurélie. Südwest Verlag, München 2016, ISBN 978-3-572-08193-6.
- Aurélie Bastian: Französisch backen. Südwest Verlag, München 2017, ISBN 978-3-517-09533-2.
- Aurélie Bastian: Bienvenue – Willkommen bei mir. Südwest Verlag, München 2018, ISBN 978-3-517-09793-0.
- Aurélie Bastian: Aurélie backt. Südwest Verlag, München 2021, ISBN 978-3-517-10268-9.

## Auszeichnungen
- 2014: Silbermedaille der Gastronomischen Akademie Deutschlands (GAD) für das Buch Macarons für Anfänger.[5]

## Persönliches
Aurélie Bastian ist verheiratet und lebt mit ihrer Familie in der Nähe von Halle (Saale). Sie ist Mutter eines Sohnes und engagiert sich neben ihrer unternehmerischen Tätigkeit weiterhin im sozialen Bereich.